# 화이트채플 (드라마)
화이트채플(Whitechapel)은 2009년 2월 2일부터 2013년 10월까지 ITV에서 방영된 드라마이다.

## 캐스트
- 루퍼트 펜리존스 - 조지프 챈들러
- 필 데이비스 - 레이 마일스
- 스티브 펨버턴 - 에드워드 버컨
- 크리스토퍼 풀퍼드 - 피츠제럴드
- 조니 해리스 - 샌더스
- 샘 스톡먼 - 에머슨 켄트
- 조지 로시 - 존 매코맥
- 앨릭스 제닝스 - 앤더슨
- 클레어 러시브룩 - 캐럴라인 루엘린
- 벤 비숍 - 핀레이 맨셀